# Ismael Rivera
Ismael Rivera, conhecido como Maelo (5 de outubro de 1931 — 13 de maio de 1987), foi um compositor e cantor de salsa porto-riquenho.

## Primeiros anos
Rivera nasceu em Santurce, bairro de San Juan. Era o mais velho de cinco filhos de Luis e Margarita Rivera. Seu pai era carpinteiro e sua mãe era dona de casa. Quando criança, Rivera estava sempre cantando e batendo em latas com gravetos. Estudou na escola Pedro G. Goyco e depois foi aprender carpintaria em uma escola técnica. Também foi engraxate para ajudar sua família financeiramente e quando tinha 16 anos foi trabalhar como carpinteiro. Durante seu tempo livre andava e cantava com Rafael Cortijo. Em 1948, Rivera e Cortijo entraram para o Conjunto Monterrey, onde Rivera tocava a conga e Cortijo o bongô, no entanto Rivera não tinha tempo de trabalhar em tempo integral porque trabalhava como carpinteiro.

## Carreira musical
Em 1952, Rivera entrou para o Exército dos Estados Unidos mas foi rapidamente dispensado porque não falava inglês. Quando voltou para Porto Rico, foi trabalhar como líder da Orquestra Panamericana, graças à recomendação do seu amigo Cortijo. Com a Orquestra Panamericana, Rivera gravou e teve seus primeiros sucessos com as músicas "El charlatán", "Ya yo sé", "La vieja en camisa" e "La sazón de Abuela". Porém, um incidente entre Rivera e outro integrante da banda por causa de uma mulher, fez Rivera sair da banda. Em 1954, Rivera entrou para o Combo de Cortijo e gravou as seguintes canções, que logo se tornaram sucessos na comunidade latina nos Estados Unidos:
- "El Bombón de Elena"
- "El Negro Bembón"
- "Juan José"
- "Besitos de Coco"
- "Palo Que Tú Me Das"
- "Quítate de la Vía Perico"
- "Oriza"
- "El Chivo de la Campana"
- "Maquinolandera"
- "El Yayo"
- "María Teresa"
- "Yo Soy del Campo"

## El Sonero Mayor
O Combo de Cortijo continuou a ganhar fama assim como a reputação de Rivera como líder de banda.
A banda foi para Nova Iorque e tocou no famoso Palladium Ballroom, onde as orquestras de Tito Rodríguez, Tito Puente e Charlie Palmieri também tocaram.
Rivera se casou com Virginia Fuente em 1951. Também teve relacionamentos com outras mulheres como Gladis Serrano, que foi esposa de Daniel Santos. Rivera teve cinco filhos: Ismael, Jr., Carlos, Margarita, Caridad e Orquídea. Em 1959, Rivera, junto com o Combo de Cortijo, participou do filme de produção europeia Calipso, estrelando Harry Belafonte. Viajou para a Europa e Américas Central e do Sul com o Combo de Cortijo, que também incluía Rafael Ithier e Roberto Roena.
Rivera foi preso por posse de drogas após uma viagem para o Panamá com o Combo de Cortijo. De acordo com reportagens subsequentes, vários integrantes da banda regularmente escondiam contrabando de drogas, mas dessa vez a inspeção da alfândega estava esperando por eles. Rivera aceitou a responsabilidade, livrando os outros integrantes; este evento levou ao fim do Combo de Cortijo. Logo após, Rafael Ithier reagrupou alguns dos antigos integrantes e formou o El Gran Combo de Porto Rico.
Após sair da prisão, Rivera formou sua própria banda chamada "Ismael Rivera y sus Cachimbos", que durou oito anos. Rivera se reuniu com Cortijo e gravou "Juntos otra vez". Mais tarde, Rivera foi para a carreira solo e fez sucesso com as gravações de "El Sonero Mayor" e "Volare". Teve seu maior sucesso com "Las caras lindas (de mi gente negra)", escrita por Tite Curet Alonso. No dia 14 de maio de 1974, Rivera participou de um concerto no Carnegie Hall que foi gravado ao vivo. Rivera cantou uma música com Bobby Capó chamada "Dormir contigo". Uma das suas últimas performances ao vido foi em Paris, abrindo um show de Bob Marley, em 1978.

## Últimos anos
Rivera foi um fiel peregrino da procissão do Cristo Negro em Portobelo, Panamá, entre 1975 e 1985 e até escreveu uma música sobre o Cristo Negro, conhecida como "El Nazareno". Rivera foi batizado como o "Brujo de Borinquen" no Panamá.
A morte do seu amigo de infância Rafael Cortijo, em 1982, o afetou emocionalmente ao ponto de não poder cantar no tributo a Cortijo celebrado no Coliseu Roberto Clemente. Rivera participou da criação de um museu de história que mostra as contribuições para a cultura porto-riquenha feita pelos negros de Porto Rico.
Rivera faleceu em 13 de maio de 1987 nos braços de sua mãe Margarita, em decorrência de um ataque cardíaco. Foi enterrado no Cemitério Villa Palmeras em Santurce.

## Discografia
- De Colores (1968)
- Controversia (1969)
- Lo Último en la Avenida (1971)
- Esto Fue lo Que Trajo el Barco (1972)
- Vengo Por la Maceta (1973)
- Traigo de Todo (1974)
- Feliz Navidad (1975)
- Soy Feliz (1975)
- De Todas Maneras Rosas (1977)
- Esto Si Es lo Mío (1978)
- El Sonero Mayor (1980)

## Coletâneas
- Con Todos los Hierros (1967)
- Juntos Otra Vez (1974)
- Eclipse Total (1975)
- Llaves de la Tradición (1977)
- Oro (1979)
- El Sueño del Maestro (1980)
- Sonero No. 1 (1982)
- Maelo... El Único (1992)
- Legend (1992)
- El Sonero Mayor Vol. 1 (1992)
- El Sonero Mayor Vol. 2 (1997)
- El Sonero Mayor: Latin Roots (1999)
- Maelo: The Fania Legends of Salsa Vol. 8 (2001)
- La Época de Oro Vol. 1 (2002)
- Historia Musical de Ismael Rivera (2004)
- Salsa Legende: Best of Ismael Rivera (2004)
- La Experiencia (2004)
- Mucho Corazón (2005)
- Su Época Dorada Vol. 1 (2007)
- Su Época Dorada Vol. 2 (2007)
- Dos Grandes de Siempre: 16 Éxitos (2008)
- Grandes Éxitos Vol. 2 (2008)
- La Herencia (2008)
- Historia de la Salsa (2009)
- Greatest Hits (2009)
- La Esencia de la Fania (2009)
- A Maelo (2011)
- Selecciones Fania (2012)
- El Sonero Mayor (2012)

## Leitura complementar
- Ismael Rivera, el sonero mayor (1993) de César Pagano (Colômbia)
- Salsa, sabor y control!, sicologia de la musica tropical (1998) de Ángel G. Quintero Rivera
- Dos libros sobre Maelo
- Dialogo (1998) de Francisco Cabanillas U.S.
- Bailando en casa del Trompo (1999) de Lil Rodríguez (Venezuela) e
- Ismael Rivera, el sonero mayor de Rafael Figueroa Hernández.
- El Entierro de Cortijo de Edgardo Rodríguez Juliá.